# إريك كروكشانك
إريك كروكشانك (بالإنجليزية: Eric Crookshank) مواليد 13 نوفمبر 1978 في بيركيلي، هو لاعب كرة سلة أمريكي معتزل. بدأ مسيرته الاحترافية في سنة 2005. يبلغ طوله 6 قدم 7 بوصة (2.0 م). لعب مع هاليفاكس رينمين في دوري كندا الوطني لكرة السلة.

## روابط خارجية
- إريك كروكشانك على موقع ريلجم (الإنجليزية)
- إريك كروكشانك على موقع بروبوليرز (الإنجليزية)